# Samotherium boissieri
Samotherium boissieri — вид вымерших млекопитающих из вымершего рода Samotherium семейства жирафовых, обитавший в позднем миоцене (11,62—5,333 млн лет назад) на территории Евразии (Греция, Молдова и Ирак).